# Movimento de Unidade Democrática
El Movimento de Unidade Democrática, conocido por las siglas MUD (en portugués, Movimiento de Unidad Democrática) fue una organización política portuguesa de oposición al régimen salazarista.

## Historia
Fue formado después del final de la II Guerra Mundial, el 8 de octubre de 1945, con la autorización del gobierno, y considerado el heredero del anterior MUNAF.
El MUD fue creado para reorganizar a la oposición, prepararla para concurrir a las elecciones y proporcionar un debate público en torno a la cuestión electoral. Consiguió en poco tiempo una gran adhesión popular (principalmente entre intelectuales y profesionales liberales) y comenzó a volverse una amenaza para el régimen.
Salazar lo ilegalizó en enero de 1948, bajo el pretexto de que mantenía fuertes vínculos con el Partido Comunista. A pesar de todo, apoyaría la candidatura presidencial del general José Norton de Matos, en 1949.
Organizadas en el ámbito del MUD, entre 1946 y 1956 se realizaron las Exposiciones Generales de Artes Plásticas (SNBA, Lisboa), celebrando un total de 10 exposiciones de gran impacto cívico y cultural.